# رستم خابیلف
رستم خابیلف (انگلیسی: Rustam Khabilov؛ زادهٔ ۴ نوامبر ۱۹۸۶) ورزشکار هنرهای رزمی ترکیبی اهل روسیه است. وی از سال ۲۰۰۷ میلادی تاکنون مشغول فعالیت بوده‌است.